# Читинский регион Забайкальской железной дороги
Читинский регион Забайкальской железной дороги (НОД-1) — один из трёх регионов Забайкальской железной дороги. Протяжённость путей отделения составляет 1323,4 километра.

## Общая характеристика
Железнодорожный путь отделения проходит в основном вдоль рек в условиях сложного холмистого рельефа, имея два участка работы с подталкивающими локомотивами: Яблоновая — Тургутуй (Яблоновый хребет) и Адриановка — Седловая — разъезд Перевал — Бурятская (Могойтуйский хребет — ), а также в меньшей мере на участке Соктуй — Харанор (Нерчинский хребет — ). Отделение включает 82 станции, в том числе 7 наиболее крупных, это Петровский Завод, Хилок, Чита II, Карымская, Оловянная, Борзя, Забайкальск. Протяженность путей на железобетонном основании составляет 332,4 километра (17,5 % от общей длины), протяженность бесстыкового пути — 301,7 километров или (15,9 %).

## Направления
Эксплуатационная длина отделения — 1323,4 километра, протяженность главного хода по ходу Транссибирской магистрали составляет 659 км, Южного хода, участка Карымская (Тарская) — Забайкальск, 366 км, а также ветки Лесная — Голубичная 20 км, Борзя — Соловьевск 84 км, Харанор — Приаргунск 207 км (с ответвлением Урулюнгуй — Краснокаменск 15 км). Главный ход отделения был электрифицирован в 2 этапа. В 1970—1974 годы участок Петровский Завод — Карымская и в 1982—1984 годы участок Карымская — Шилка. Линия Карымская — Забайкальск и ветки обслуживаются тепловозами. Начиная с весны 2004 года здесь ведутся работы по прокладке двухпутных вставок, с 2011 года — электрификация Южного хода.

## Состав отделения
- 3 локомотивных депо (Чита, локомотивного депо Карымская, Борзя);
- 3 вагонных депо (Хилок, Чита, Борзя);
- 7 дистанций пути (Петровский Завод, Хилок, Могзон, Чита, Карымская, Борзя, Маргуцек);
- 2 путевые машинные станции;
- 6 распорядительных станций (Хилок, Чита, Карымская, Оловянная, Борзя, Забайкальск);
- 2 дистанции погрузо-разгрузочных работ (Чита, Забайкальск);
- 3 дистанции сигнализации и связи;
- 4 дистанции энергоснабжения (Хилок, Чита, Шилка, Борзя);
- 5 дистанций гражданских сооружений, водоснабжения и водоотведения (Хилок, Чита, Карымская, Борзя, Забайкальск);
- автобаза.